# تاريخ العلوم في العصور الكلاسيكية القديمة

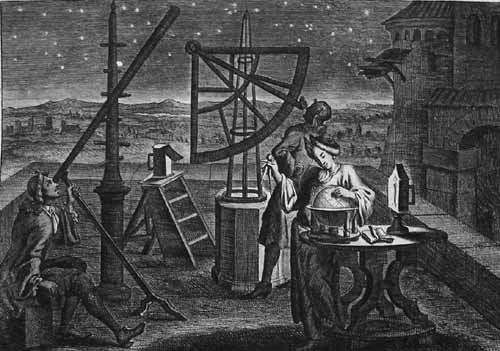

يشمل تاريخ العلوم في العصور الكلاسيكية القديمة الاستفسارات حول الكون التي تهدف إلى أهداف عملية، مثل إنشاء تقويم موثوق أو تحديد كيفية علاج العديد من الأمراض، والتحقيقات المجردة المعروفة باسم الفلسفة الطبيعية. ربما كان القدماء الذين يُعَدون أول العلماء قد فكروا في أنفسهم بوصفهم فلاسفة طبيعيين، أو ممارسين لمهنة مهرة (مثل الأطباء)، أو تابعين لتقليد ديني (مثل المعالجين الروحيين). انتشرت الأعمال الموسوعية لأرسطو وأرخميدس وأبقراط وجالينوس وبطليموس وإقليدس وغيرهم في جميع أنحاء العالم الكلاسيكي. كانت هذه الأعمال والتعليقات المهمة منبع العلم.

## اليونان الكلاسيكية

### المعرفة العملية
تتمثل الاهتمامات العملية لليونانيين القدماء في إنشاء التقويم أولًا في أعمال الشاعر اليوناني هسيودوس، الذي عاش نحو 700 قبل الميلاد. أُدرجت «الأشغال والأيام» تقويمًا، كان على الفلاح أن ينظم الأنشطة الموسمية من خلال المظاهر الموسمية واختفاء النجوم، وكذلك من خلال أطوار القمر التي عُدَّت مؤثرة أو مشؤومة. نحو عام 450 قبل الميلاد، بدأنا نرى مجموعات من المظاهر الموسمية واختفاء النجوم في النصوص المعروفة باسم parapegmata، التي استخدمت لتنظيم التقاويم المدنية للمدن اليونانية على أساس الملاحظات الفلكية.
يقدم الطب مثالًا آخر على التحقيق الموجه عمليًا للطبيعة بين اليونانيين القدماء. وقد أشير إلى أن الطب اليوناني لم يكن مقتصرًا على مهنة واحدة مدربة، ولم تكن هناك طريقة مقبولة للحصول على الترخيص. ادعى الأطباء في التقليد الأبقراطي، ومعالجو المعبد المرتبط بعبادة أسقليبيوس، وجامعو الأعشاب، وبائعو العقاقير، والقابلات، ومدربو الجمباز أنهم مؤهلون بوصفهم معالجين في سياقات محددة وتنافسوا بنشاط لعلاج المرضى. ساهم هذا التنافس ضمن هذه التقاليد التنافسية في نقاش عام نشط حول أسباب المرض والعلاج المناسب له، وحول المناهج العلمية العامة للمنافسة. في النص الهيبوقراطي، عن المرض المقدس، الذي يتعامل مع طبيعة الصرع، يهاجم المؤلف منافسيه -معالجي المعابد- بسبب جهلهم وحبهم للكسب. يبدو مؤلف هذا النص حديثًا وتقدميًا عندما يصر على أن الصرع له سبب طبيعي، ومع ذلك عندما يتطرق إلى شرح ماهية السبب والعلاج المناسب، يقتصر تفسيره على أدلة محدودة ومقاربة غامضة، كما هو الحال مع منافسيه.
كان هناك العديد من المراقبين الجادين للظواهر الطبيعية، وخاصة أرسطو وثاوفرسطس، اللذان كتبا بوفرة عن الحيوانات والنباتات. أنتج ثيوفراستوس أيضًا أول محاولة منهجية لتصنيف المعادن والصخور، تم تلخيصها في كتاب التاريخ الطبيعي لبلينيوس الأكبر عام 77 م.

### فلاسفة ما قبل سقراط

#### الفلاسفة الماديون
يُعرَف الفلاسفة اليونانيون الأوائل بفلاسفة ما قبل سقراط، إذ وفر الماديون أجوبة بديلة لنفس الأسئلة في أساطير الفلاسفة اليونانيين القدامى: «كيف أصبح الكون الذي نعيش فيه؟» ولكن على الرغم من أن السؤال هو نفسه، تختلف إجاباتهم وموقفهم تجاه الإجابات اختلافًا ملحوظًا. أفاد بعض الكتاب اللاحقين مثل أرسطو أن تفسيراتهم تميل إلى التركيز على المصدر المادي للأشياء.
اعتبر طاليس (624-546 قبل الميلاد) الماء مصدر كل شيء. ثم اقترح أناكسيماندر (610-546 قبل الميلاد) أن الأشياء لا يمكن أن تأتي من مادة معينة مثل الماء، بل من شيء سماه «بلا حدود». ما قصده بالضبط غير مؤكد، لكن قيل إنه لا حدود له كمًا، حتى لا يفشل الخلق، فيجب ألا يتم التغلب عليه في صفاته، وليس له بداية أو نهاية في الزمن، ويشمل كل شيء في الفضاء. عاد أنكسيمانس (585-525 قبل الميلاد) إلى مادة ملموسة، الهواء، التي يمكن تغييرها من طريق الندرة والتكثيف. قدم ملاحظات شائعة لإثبات أن الهواء كان مادة، وتجربة بسيطة لإظهار أنه يمكن تغييره من طريق التخلخل والتكثيف.
بعد ذلك، حافظ هرقليطس (حوالي 535-475 قبل الميلاد) على أن التغيير هو الأساس وليس المادة، رغم أن عنصر النار بدا أنه يلعب دورًا مركزيًا في هذه العملية. وأخيرًا، يبدو أن أمبادوقليس (490-430 قبل الميلاد) قد جمع وجهات نظر أسلافه، مؤكدًا وجود 4 عناصر (الأرض والماء والهواء والنار) تنتج التغيير من طريق الخلط والفصل تحت تأثير ضدين قويين هما الحب والنزاع.
تشير كل هذه النظريات إلى استمرار المادة. اثنان من الفلاسفة اليونانيين، ليوكيبوس (النصف الأول من القرن الخامس قبل الميلاد) وديموقريطوس (عاش حوالي 410 قبل الميلاد) توصلا إلى فكرة وجود كيانين حقيقيين: الذرات، التي كانت جزيئات صغيرة غير قابلة للتجزئة، والفراغ، وهو المساحة الخالية التي توجد فيها المادة. رغم أن جميع التفسيرات من طاليس إلى ديموكريتس تتضمن المادة، الأهم من ذلك هو حقيقة أن هذه التفسيرات المتنافسة توحي بعملية جدل مستمرة تم فيها طرح وانتقاد نظريات بديلة.
سبق كزينوفانيس علم الحفريات والجيولوجيا لأنه كان يعتقد أن الأرض والبحر يختلطان دوريًا ويحولان كل شيء إلى الطين، مستشهدًا بالعديد من أحافير المخلوقات البحرية التي شاهدها.

#### فيثاغورس
يبدو أن التفسيرات المادية لأصول الكون تفتقد إلى نقطة مهمة. ليس من المنطقي التفكير في أن الكون المنظم يخرج من مجموعة عشوائية من المادة. كيف يمكن لتجمع عشوائي للنار أو الماء أن ينتج كونًا منظمًا دون وجود مبدأ لترتيب معين؟
كانت الخطوة الأولى نحو هذا المفهوم على يد فيثاغورس (نحو 582 - 507 قبل الميلاد)، الذي رأى أن الرقم كيان أساسي لا يتغير يكمن وراء كل بنية الكون. بالنسبة إلى فيثاغورس وأتباعه، يتكون الكون من ترتيبات مرتبة للنقاط/الذرات، مرتبة وفقًا للمبادئ الهندسية في مثلثات ومربعات ومستطيلات، حتى على نطاق أكبر، تم ترتيب أجزاء الكون على مبادئ التناغم الهندسي والأعداد. مثلًا، افترض فيثاغورس وجود 10 أجسام سماوية لأن 10 عدد مثالي، هو مجموع 1 + 2 + 3 + 4. وهكذا مع فيثاغورس نجد العدد الناشئ أساسًا منطقيًا لكون منظم، وهو أول اقتراح لمبدأ الترتيب العلمي للكون.

### أفلاطون وأرسطو
مثل فيثاغورس، وجد أفلاطون (نحو 427 - 347 قبل الميلاد) مبدأ ترتيب الكون في الرياضيات، وتحديدًا في الهندسة. أفادت رواية لاحقة أن أفلاطون سجل عند مدخل مدرسته، الأكاديمية: «لا يدخل أحد يجهل الهندسة». القصة أسطورة، لكنها تحتوي على قدر من الحقيقة، لأنه في كتاباته يخبرنا أفلاطون مرارًا وتكرارًا بأهمية الهندسة.
أفلاطون معروف بمساهماته في الأساس الفلسفي للمنهج العلمي أكثر من مفاهيم علمية معينة. وأكد أن جميع الأشياء في العالم المادي هي انعكاسات غير كاملة للأفكار الأبدية التي لا تتغير، تمامًا مثلما جميع المخططات الرياضية هي انعكاسات للحقائق الرياضية الأبدية التي لا تتغير. ولما كان أفلاطون يعتقد أن الأشياء المادية لها مجال أقل من الواقع، فقد اعتبرنا أننا لا نحقق المعرفة التوضيحية -هذا النوع من المعرفة التي نسميها العلم- بالنظر إلى عالم المواد غير الكاملة. يمكن العثور على الحقيقة من طريق الملاحظة العقلانية، المماثلة للملاحظة الهندسية. بتطبيق هذا المفهوم، أوصى أفلاطون بدراسة علم الفلك من حيث النماذج الهندسية، واقترح أن العناصر جزيئات مبنية على أساس هندسي.
اختلف أرسطو (384-322 قبل الميلاد) مع أستاذه أفلاطون في عدة نواح مهمة. أكد أرسطو أن الحقيقة يجب أن تكون أبدية ولا تتغير، فقد أكد أننا نتعرف على الحقيقة من خلال العالم الخارجي الذي ندركه بحواسنا. بالنسبة إلى أرسطو، الأشياء التي يمكن ملاحظتها مباشرةً حقيقية. الأفكار (أو كما أسماها: الأشكال) موجودة فقط عندما تعبر عن نفسها في المادة، كما هو الحال في الكائنات الحية، أو في ذهن المراقب.
أدت نظرية الواقع هذه إلى نهج مختلف جذريًا من العلم:
- أولاً، أكد أرسطو أهمية ملاحظة الكيانات المادية التي تجسد الأشكال.
- ثانيًا، قلل من أهمية الرياضيات.
- ثالثًا، شدد على عملية التغيير، في حين أكد أفلاطون أهمية الأفكار الأبدية التي لا تتغير.
- رابعًا، قلل من أهمية أفكار أفلاطون لأربعة أسباب.

تشير النقطة الأخيرة إلى أن مفهوم أرسطو للأسباب كان محدودًا مقارنةً بمفهومنا. والأسباب الأربعة هي:
- الأمر الذي صُنع منه الشيء (السبب المادي).
- الشكل الذي صنعت به (السبب الرسمي، شيء مشابه لأفكار أفلاطون).
- العامل الذي صنع الشيء (السبب المؤثر أو الفعال).
- الغرض الذي صنعت من أجله (السبب النهائي).